# Місцеві вибори у Донецькій області 2020
Місцеві вибори у Донецькій області 2020 — це вибори депутатів Донецької обласної ради, районних рад, що відбулися 25 жовтня 2020 року в рамках проведення місцевих виборів у всій країні. Вибори до Донецької обласної ради, Донецької міської ради та вибори Донецького міського голови не проводились через тимчасову окупацію регіону російськими військами.

## Вибори до обласної ради
Центральна виборча комісія (ЦВК) України 8 серпня 2020 року ухвалила постанову №161, якою призначила місцеві вибори на 25 жовтня 2020 року. У цій постанові ЦВК зазначила, що вибори до обласних рад Донецької та Луганської областей не можуть бути призначені та проведені через неможливість забезпечення представництва спільних інтересів територіальних громад цих областей. Це рішення було обґрунтоване триваючою збройною агресією Російської Федерації та тимчасовою окупацією частини територій України, що створювало небезпеку для громадян.

## Вибори міських голів

### Бахмут
За результатами голосування, міським головою всьоме став чинний мер Олексій Рева.
| Кандидат                     | Голосів | %       |
| ---------------------------- | ------- | ------- |
| 1. Олексій Рева              | 18 734  | 77,99 % |
| 2. Валерій Слєсарєв («ОПЗЖ») | 4 507   | 18,76 % |
| 3. Геннадій Сечкін           | 189     | 0,78 %  |
| 4. Сергій Фісун              | 157     | 0,65 %  |
| 5. Альбіна Смирнова          | 129     | 0,53 %  |
| 6. Тетяна Осадча             | 90      | 0,37 %  |
| 7. Артем Губа                | 90      | 0,37 %  |
| 6. Денис Гетьман             | 64      | 0,26 %  |
| 7. Роберт Натрошвілі         | 59      | 0,24%   |

### Дружківка
| Кандидат                         | Голосів | %       |
| -------------------------------- | ------- | ------- |
| 1. Володимир Григоренко ("ОПЗЖ") | 5 852   | 52,78 % |
| 2. Віктор Баштовий               | 3 893   | 35,11 % |
| 3. Олег Бєляков                  | 797     | 7,18 %  |
| 4. Ірина Кірікова                | 544     | 4,90 %  |

### Костянтинівка
| Кандидат                          | Голосів | %       |
| --------------------------------- | ------- | ------- |
| 1. Олег Азаров («ОПЗЖ»)           | 6 804   | 40,45 % |
| 2. Олександр Кулік                | 5 488   | 32,63 % |
| 3. Сергій Чертков                 | 1 599   | 9,51 %  |
| 4. Василь Хотєнков                | 894     | 5,32 %  |
| 5. Віолетта Суханова ("Наш Край") | 679     | 4,04 %  |
| 6. Володимир Поливяний            | 436     | 2,59 %  |
| 7. Віктор Кравець                 | 131     | 0,78 %  |
| 8. Володимир Нагінський           | 102     | 0,61 %  |
| 9. Ольга Лагодна                  | 58      | 0,34 %  |
| 10. Олеся Головчанська            | 52      | 0,31 %  |
| 11. Сергій Горбачов               | 39      | 0,23 %  |
| 12. Лариса Назарова               | 39      | 0,23 %  |
| 13. Ірина Половінко               | 34      | 0,20 %  |
| 14. Оксана Кондрашкіна            | 27      | 0,16 %  |
| 15. Оксана Слюта                  | 27      | 0,16 %  |
| Недійсних бюлетенів               | 410     | 2,44%   |
| Усього проголосували/явка         | 16 819  | 27,91%  |

### Краматорськ
I тур
| Кандидат                                | Голосів | %       |
| --------------------------------------- | ------- | ------- |
| 1. Олександр Гончаренко                 | 19 390  | 48,61 % |
| 2. Андрій Панков                        | 15 056  | 37,75 % |
| 3. Юрій Трембач («Демократична сокира») | 1 206   | 3,02 %  |
| 4. Олексій Галан                        | 1 174   | 2,94 %  |
| 5. Володимир Ржавський («За Майбутнє»)  | 1 021   | 2,55 %  |
| 6. Володимир Шеховцев                   | 892     | 2,23 %  |
| 7. Юрій Савченко                        | 398     | 0,99 %  |
| 8. Яна Масло                            | 322     | 0,80 %  |
| 9. Володимир Милаш                      | 151     | 0,37 %  |
| 10. Олександр Охріменко                 | 151     | 0,37 %  |
| 11. Іван Заїченко                       | 126     | 0,31 %  |

II тур
Другий тур відбувся 15 листопада. Мером міста було обрано самовисуванця Олександра Гончаренко.
| Кандидат                  | Голосів | %       |
| ------------------------- | ------- | ------- |
| 1. Олександр Гончаренко   | 18 686  | 57,86 % |
| 2. Андрій Панков          | 13 070  | 40,17 % |
| Недійсних бюлетенів       | 540     | 1,67 %  |
| Усього проголосували/Явка | 32 296  | 23,14 % |

### Лиман
| Кандидат                                              | Голосів | %       |
| ----------------------------------------------------- | ------- | ------- |
| 1. Олександр Журавльов ("Порядок")                    | 6 234   | 47,73 % |
| 2. Андрій Перебийніс ("ОПЗЖ")                         | 2 792   | 21,37 % |
| 3. Петро Цимідан                                      | 2 593   | 19,85 % |
| 4. Андрій Жабін                                       | 892     | 6,83%   |
| 5. Олександр Мараховський (“Партія Миру та Розвитку”) | 548     | 4,19 %  |

### Маріуполь
| Кандидат                                   | Голосів | %      |
| ------------------------------------------ | ------- | ------ |
| 1. Вадим Бойченко («Блок Вадима Бойченка») | 54 005  | 64,57% |
| 2. Володимир Клименко («ОПЗЖ»)             | 21 611  | 25,84% |
| 3. Лідія Муглі                             | 3 952   | 4,72%  |
| 4. Юлія Башкірова («За майбутнє»)          | 1 413   | 1,68%  |
| 5. Михайло Клюєв («Наш край»)              | 834     | 0,99%  |
| Недійсних бюлетенів                        | 1 452   | 1,74%  |
| Усього проголосували/явка                  | 83 267  | 27,65% |

### Мирноград
| Кандидат                                             | Голосів | %       |
| ---------------------------------------------------- | ------- | ------- |
| 1. Олександр Брикалов (“Порядок”)                    | 3 653   | 39,30 % |
| 2. Лариса Ревва (“ОПЗЖ”)                             | 3 485   | 37,50 % |
| 3. Олексій Требушкін (“За Майбутне”)                 | 756     | 8,13 %  |
| 4. Катерина Андрійченко ("Молодіжна партія України") | 611     | 6,57 %  |
| 5. Олександр Соколов ("Європейська Солідарність")    | 395     | 4,25 %  |
| 6. Євген Шиманський                                  | 149     | 1,60 %  |
| 7. Віктор Трифонов (“Батьківщина”)                   | 106     | 1,14 %  |
| 8. Микола Бусов                                      | 80      | 0,86 %  |
| 9. Дмитро Поляков                                    | 58      | 0,62 %  |

### Покровськ
| Кандидат                                           | Голосів | %       |
| -------------------------------------------------- | ------- | ------- |
| 1. Руслан Требушкін («За майбутнє»)                | 7 292   | 35,62 % |
| 2. Дмитро Артьомов («ОПЗЖ»)                        | 5 668   | 27,79 % |
| 3. Сергій Андрійченко («Молодіжна партія України») | 5 095   | 24,89 % |
| 4. Вадим Карнаух                                   | 982     | 4,79 %  |
| 5. Олексій Стебель (“Опозиційний блок”)            | 427     | 2,08 %  |
| 6. Роман Машир                                     | 369     | 1,80 %  |
| 7. Любов Ташлицька                                 | 287     | 1,40 %  |
| 8. Тетяна Демідова                                 | 176     | 0,85 %  |
| 9. Сергій Швидкий                                  | 151     | 0,73 %  |

### Слов'янськ
I тур
| Кандидат                                  | Голосів | %       |
| ----------------------------------------- | ------- | ------- |
| 1. Павло Придворов («ОПЗЖ»)               | 8 542   | 30,86 % |
| 2. Вадим Лях («Опозиційний блок»)         | 8 300   | 29,99 % |
| 3. Неля Штепа («Партія миру та розвитку») | 4 596   | 16,60 % |
| 4. Ольга Алтуніна («Слуга народу»)        | 3 921   | 14,16 % |
| 5. Андрій Сєклецов (“Наш Край”)           | 1 110   | 4,01 %  |
| 6. Євген Недосєка                         | 636     | 2,29 %  |

II тур
Другий тур відбувся 22 листопада. Перемогу отримав Вадим Лях від Опозиційного блоку. 
| Кандидат                          | Голосів | %       |
| --------------------------------- | ------- | ------- |
| 1. Вадим Лях («Опозиційний блок») | 16 811  | 60,87 % |
| 2. Павло Придворов («ОПЗЖ»)       | 10 415  | 37,71 % |
| Недійсних бюлетенів               | 391     | 1,42 %  |
| Усього проголосували/явка         | 27 617  | 32,38 % |

## Підсумкові результати
| Партія                                    | Депутатів районних рад | Депутатів міських рад | Депутатів селищних рад | Депутатів сільских рад | Усього депутатів |
| ----------------------------------------- | ---------------------- | --------------------- | ---------------------- | ---------------------- | ---------------- |
| Опозиційна платформа – За життя           | 110                    | 222                   | 48                     | 68                     | 448              |
| Слуга народу                              | 37                     | 86                    | 64                     | 60                     | 247              |
| Порядок                                   | 18                     | 66                    | 2                      | 0                      | 86               |
| Блок Вадима Бойченка                      | 24                     | 22                    | 11                     | 0                      | 82               |
| За Майбутнє                               | 9                      | 23                    | 6                      | 12                     | 50               |
| Наш Край                                  | 4                      | 26                    | 6                      | 0                      | 36               |
| Європейська Солідарність                  | 8                      | 14                    | 0                      | 0                      | 22               |
| Команда Максима Єфімова “Наш Краматорськ” | 5                      | 12                    | 0                      | 0                      | 17               |
| Партія Миру та Розвитку                   | 4                      | 10                    | 0                      | 0                      | 14               |
| Партія Шарія                              | 0                      | 8                     | 0                      | 0                      | 8                |
| Всеукраїнське Обʼєднання «Батьківщина»    | 0                      | 4                     | 2                      | 1                      | 7                |
| Голос                                     | 0                      | 7                     | 0                      | 0                      | 7                |
| Сила Людей                                | 0                      | 7                     | 0                      | 0                      | 7                |
| Молодіжна Партія України                  | 0                      | 6                     | 0                      | 0                      | 6                |
| Національний Корпус                       | 0                      | 0                     | 4                      | 0                      | 4                |
| Партія Захисників Вітчизни                | 0                      | 4                     | 0                      | 0                      | 4                |
| Аграрна партія України                    | 0                      | 0                     | 3                      | 0                      | 3                |
| Республіканська платформа                 | 0                      | 3                     | 0                      | 0                      | 3                |
| Українська стратегія Гройсмана            | 0                      | 2                     | 0                      | 0                      | 2                |
| Самовисування                             | 0                      | 6                     | 10                     | 45                     | 61               |
| Вакантні                                  | 14                     | 29                    | 27                     | 13                     | 83               |
| Усього                                    | 246                    | 618                   | 188                    | 202                    | 1254             |